# Lombard Street (Londres)

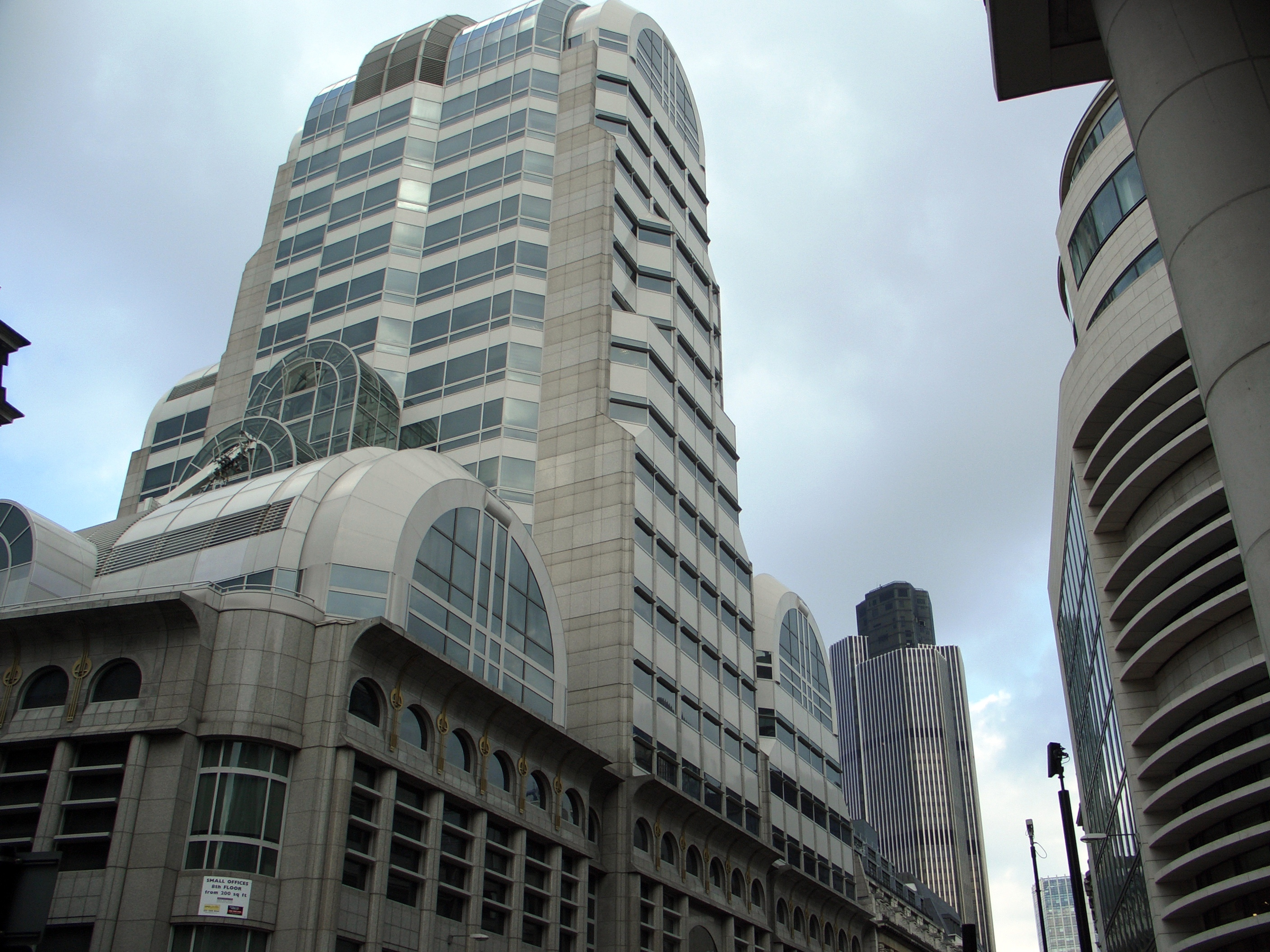
El número 54 de Lombard Street, diseñado por GMW Architects y antigua oficina central de Barclays Bank.

Lombard Street es una calle situada en la City de Londres, en Inglaterra, Reino Unido. Es comparada, a menudo, con Wall Street.
Va desde noroeste, esquina del Banco de Inglaterra, donde forma una intersección importante, Bank Junction, que incluye Poultry, King William Street y Threadneedle Street, terminando en el sudeste y conectando con Gracechurch Street.
Su nombre proviene de los banqueros italianos originarios de Lombardía que se instalaron en ella en el siglo XIII. A día de hoy sigue siendo un importante centro bancario.
Igualmente, en ella se encuentra la iglesia de Saint Mary Woolnoth, y el número 54 fue la oficina central del Barclays Bank hasta su cambio de sede a Canary Wharf. Hasta finales de los años 1980, la mayoría de los bancos británicos tenían sus oficinas centrales en esta calle. El poeta Alexander Pope, nació en el número 32 de la calle, en 1688 y Karl Marx la menciona en El Capital.